# Lest We Forget: The Best Of
Lest We Forget: The Best Of este primul album cu cele mai mari hituri ale trupei de rock americane Marilyn Manson . A fost lansat pe 28 septembrie 2004, de Interscope Records . Albumul a fost conceput de vocalistul eponim al trupei ca o „compilație de rămas bun” și avea inițial să prezinte un duet cu Shirley Manson din  formația Garbage . La finalizarea sa, niciun cântăreț nu s-a mulțumit cu duetul și rămâne nelansat. În schimb, trupa a înregistrat un cover al piesei „ Personal Jesus ” de la Depeche Mode (1989), care a devenit singura piesă nouă din album și a fost lansată ca single. Versiunea de lux a albumului includea un DVD bonus care conținea 16 videoclipuri muzicale, unul dintre acestea fiind versiunea nerecunoscută  și necenzurată a videoclipului muzical pentru „Saint” (2004). 
Lest We Forget: The Best Of a primit recenzii în cea mai mare parte pozitive din partea criticilor muzicali, dintre care mulți au complimentat lista de piese. Performanța comercială a compilației a depășit așteptările în Statele Unite, unde a vândut peste 78.000 de exemplare în prima sa săptămână de lansare și a vândut peste un milion de exemplare la sfârșitul anului 2010. De asemenea, a avut succes la nivel internațional, situându-se în top 10 în topurile recordurilor naționale din Austria, Germania, Spania, Suedia, Elveția și Regatul Unit. Trupa a promovat albumul cu turneul lor „ Against All Gods ”. 

## Lista pieselor
Toate versurile sunt scrise de Marilyn Manson, excepție piesele 2, 5 și 9. 
| Nr. | Titlu                              | Producer(s)                         | Lungime |  |
| 1.  | „The Love Song” (edit)             | Dave Sardy Manson                   | 3:05    |  |
| 2.  | „Personal Jesus”                   | Manson Tim Sköld                    | 4:06    |  |
| 3.  | „Mobscene”                         | Manson Sköld Ben Grosse             | 3:26    |  |
| 4.  | „The Fight Song”                   | Sardy Manson                        | 2:57    |  |
| 5.  | „Tainted Love”                     | Manson Sköld Grosse                 | 3:20    |  |
| 6.  | „The Dope Show”                    | Michael Beinhorn Manson Sean Beavan | 3:40    |  |
| 7.  | „This Is the New Shit”             | Manson Sköld Grosse                 | 4:20    |  |
| 8.  | „Disposable Teens”                 | Sardy Manson                        | 3:04    |  |
| 9.  | „Sweet Dreams (Are Made of This)”  | Trent Reznor Manson                 | 4:51    |  |
| 10. | „Lunchbox”                         | Manson Reznor                       | 4:35    |  |
| 11. | „Tourniquet” (extended outro edit) | Reznor Dave "Rave" Ogilvie          | 4:44    |  |
| 12. | „Rock Is Dead”                     | Beinhorn Manson Beavan              | 3:09    |  |
| 13. | „Get Your Gunn”                    | Manson Reznor                       | 3:18    |  |
| 14. | „The Nobodies”                     | Sardy Manson                        | 3:35    |  |
| 15. | „Long Hard Road Out of Hell”       | Manson Beavan                       | 4:21    |  |
| 16. | „The Beautiful People” (edit)      | Reznor Ogilvie Manson               | 3:42    |  |
| 17. | „The Reflecting God”               | Reznor Ogilvie Manson               | 5:36    |  |

| International bonus tracks |                                                        |                        |         |  |
| Nr.                        | Titlu                                                  | Producer(s)            | Lungime |  |
| 18.                        | „Saint”                                                | Manson Sköld Grosse    | 3:45    |  |
| 19.                        | „Irresponsible Hate Anthem” (edit) (UK and Japan only) | Reznor Ogilvie Manson  | 4:17    |  |
| 20.                        | „Coma White” (Japan only)                              | Beinhorn Manson Beavan | 5:40    |  |

| Japanese limited edition bonus disc |                                                  |         |  |
| Nr.                                 | Titlu                                            | Lungime |  |
| 1.                                  | „Next Motherfucker” (Remix)                      | 4:47    |  |
| 2.                                  | „The Not-So-Beautiful People”                    | 6:11    |  |
| 3.                                  | „The Horrible People”                            | 5:13    |  |
| 4.                                  | „Tourniquet” (Prosthetic Dance Mix) (Radio Edit) | 4:10    |  |
| 5.                                  | „I Don't Like the Drugs” (Danny Saber Remix)     | 5:18    |  |
| 6.                                  | „Working Class Hero”                             | 3:39    |  |
| 7.                                  | „The Fight Song” (Slipknot Remix)                | 3:50    |  |
| 8.                                  | „Mobscene” (Sauerkraut Remix – Rammstein Mix)    | 3:16    |  |

| US and Canadian deluxe edition bonus DVD |                                                  |                        |         |  |
| Nr.                                      | Titlu                                            | Director(s)            | Lungime |  |
| 1.                                       | „Get Your Gunn”                                  | Rod Chong              | 3:23    |  |
| 2.                                       | „Lunchbox”                                       | Richard Kern           | 4:34    |  |
| 3.                                       | „Dope Hat”                                       | Tom Stern              | 4:17    |  |
| 4.                                       | „Sweet Dreams (Are Made of This)”                | Dean Karr              | 4:39    |  |
| 5.                                       | „The Beautiful People”                           | Floria Sigismondi      | 3:46    |  |
| 6.                                       | „Tourniquet”                                     | Sigismondi             | 4:22    |  |
| 7.                                       | „Man That You Fear”                              | W.I.Z.                 | 4:26    |  |
| 8.                                       | „Cryptorchid”                                    | E. Elias Merhige       | 2:44    |  |
| 9.                                       | „Long Hard Road Out of Hell”                     | Matthew Rolston        | 4:21    |  |
| 10.                                      | „The Dope Show”                                  | Paul Hunter            | 3:56    |  |
| 11.                                      | „I Don't Like the Drugs (But the Drugs Like Me)” | Hunter                 | 4:41    |  |
| 12.                                      | „Coma White”                                     | Bayer                  | 4:22    |  |
| 13.                                      | „Rock Is Dead”                                   | Samuel Bayer           | 3:11    |  |
| 14.                                      | „Disposable Teens”                               | Bayer                  | 3:06    |  |
| 15.                                      | „The Fight Song”                                 | W.I.Z.                 | 2:53    |  |
| 16.                                      | „The Nobodies”                                   | Manson Paul Fedor      | 3:36    |  |
| 17.                                      | „Mobscene”                                       | Manson Thomas Kloss    | 3:50    |  |
| 18.                                      | „This Is the New Shit”                           | Manson The Cronenweths | 4:20    |  |

| International deluxe edition bonus DVD |                                                  |                           |         |  |
| Nr.                                    | Titlu                                            | Director(s)               | Lungime |  |
| 1.                                     | „Personal Jesus”                                 | Manson Nathan "Karma" Cox | 3:29    |  |
| 2.                                     | „Saint”                                          | Asia Argento              | 4:00    |  |
| 3.                                     | „Mobscene”                                       | Manson Thomas Kloss       | 3:50    |  |
| 4.                                     | „This Is the New Shit”                           | Manson The Cronenweths    | 4:20    |  |
| 5.                                     | „Disposable Teens”                               | Bayer                     | 3:06    |  |
| 6.                                     | „The Fight Song”                                 | W.I.Z.                    | 2:53    |  |
| 7.                                     | „The Nobodies”                                   | Manson Fedor              | 3:36    |  |
| 8.                                     | „The Dope Show”                                  | Hunter                    | 3:56    |  |
| 9.                                     | „I Don't Like the Drugs (But the Drugs Like Me)” | Hunter                    | 4:41    |  |
| 10.                                    | „Rock Is Dead”                                   | Bayer                     | 3:11    |  |
| 11.                                    | „Coma White”                                     | Bayer                     | 4:22    |  |
| 12.                                    | „Long Hard Road Out of Hell”                     | Rolston                   | 4:21    |  |
| 13.                                    | „The Beautiful People”                           | Sigismondi                | 3:46    |  |
| 14.                                    | „Tourniquet”                                     | Sigismondi                | 4:22    |  |
| 15.                                    | „Man That You Fear”                              | W.I.Z.                    | 4:26    |  |
| 16.                                    | „Cryptorchid”                                    | Merhige                   | 2:44    |  |
| 17.                                    | „Sweet Dreams (Are Made of This)”                | Karr                      | 4:39    |  |
| 18.                                    | „Dope Hat”                                       | Stern                     | 4:17    |  |
| 19.                                    | „Lunchbox”                                       | Kern                      | 4:34    |  |
| 20.                                    | „Get Your Gunn”                                  | Chong                     | 3:23    |  |

| Japanese limited edition bonus DVD |                                                  |              |         |  |
| Nr.                                | Titlu                                            | Director(s)  | Lungime |  |
| 8.                                 | „Autopsy”                                        | Manson Sardy | 2:52    |  |
| 9.                                 | „The Dope Show”                                  | Hunter       | 3:56    |  |
| 10.                                | „I Don't Like the Drugs (But the Drugs Like Me)” | Hunter       | 4:41    |  |
| 11.                                | „Rock Is Dead”                                   | Bayer        | 3:11    |  |
| 12.                                | „Coma White”                                     | Bayer        | 4:22    |  |
| 13.                                | „Long Hard Road Out of Hell”                     | Rolston      | 4:21    |  |
| 14.                                | „The Beautiful People”                           | Sigismondi   | 3:46    |  |
| 15.                                | „Tourniquet”                                     | Sigismondi   | 4:22    |  |
| 16.                                | „Man That You Fear”                              | W.I.Z.       | 4:26    |  |
| 17.                                | „Cryptorchid”                                    | Merhige      | 2:44    |  |
| 18.                                | „Sweet Dreams (Are Made of This)”                | Karr         | 4:39    |  |
| 19.                                | „Dope Hat”                                       | Stern        | 4:17    |  |
| 20.                                | „Lunchbox”                                       | Kern         | 4:34    |  |
| 21.                                | „Get Your Gunn”                                  | Chong        | 3:23    |  |

## Personal

### Marilyn Manson
- Marilyn Manson - vocal
- Tim Sköld - chitare, bas
- Madonna Wayne Gacy - clape
- Pește de ghimbir - tobe

### Muzicieni suplimentari
- Kelli Ali - voci suplimentare (track 15)